# Snowboard aux Jeux olympiques de 2026
Navigation
Pékin 2022 Alpes françaises
Les  épreuves de snowboard aux Jeux olympiques d'hiver de 2026 ont lieu  du 5 au 18 février 2026 dans le "cluster" de Valteline à Livigne en Italie. Une journée de qualification pour le Big Air masculin a lieu la veille de la cérémonie d'ouverture.
Le programme est inchangé par rapport à l'édition précédente.

## Calendrier
| Épreuves        | Épreuves        | Jour de compétition (Février 2026) | Jour de compétition (Février 2026) | Jour de compétition (Février 2026) | Jour de compétition (Février 2026) | Jour de compétition (Février 2026) | Jour de compétition (Février 2026) | Jour de compétition (Février 2026) | Jour de compétition (Février 2026) | Jour de compétition (Février 2026) | Jour de compétition (Février 2026) | Jour de compétition (Février 2026) | Jour de compétition (Février 2026) | Jour de compétition (Février 2026) | Jour de compétition (Février 2026) | Jour de compétition (Février 2026) | Jour de compétition (Février 2026) |
| Épreuves        | Épreuves        | Jeu. 5                             | Ven. 6                             | Sam. 7                             | Dim. 8                             | Lun. 9                             | Mar. 10                            | Mer. 11                            | Jeu. 12                            | Ven. 13                            | Sam. 14                            | Dim. 15                            | Lun. 16                            | Mar. 17                            | Mer. 18                            |                                    |                                    |
| Slalom géant    | Hommes & Femmes |                                    |                                    |                                    | Qualif. 9:00-11:00                 |                                    |                                    |                                    |                                    |                                    |                                    |                                    |                                    |                                    |                                    |                                    |                                    |
| Slalom géant    | Hommes & Femmes | Finale 13:00-14:40                 |                                    |                                    |                                    |                                    |                                    |                                    |                                    |                                    |                                    |                                    |                                    |                                    |                                    |                                    |                                    |
| Parc&Pipe       | Hommes          | Big Air 19:30-21:45                |                                    | Big Air 19:30-21:05                |                                    |                                    |                                    | Halfpipe 19:30-21:30               |                                    | Halfpipe 19:30-21:20               |                                    |                                    | Slopstyle 10:30-12:45              |                                    | Slopstyle 12:30-14:20              |                                    |                                    |
| Parc&Pipe       | Femmes          |                                    |                                    |                                    | Big Air 19:30-21:45                |                                    | Big Air 19:30-21:05                | Halfpipe 10:30-12:30               | Halfpipe 19:30-21:20               |                                    |                                    |                                    | Slopstyle 14:00-16:15              | Slopstyle 13:00-14:50              |                                    |                                    |                                    |
| Snowboard Cross | Snowboard Cross |                                    |                                    |                                    |                                    |                                    |                                    |                                    | Hommes Qualif. 10:00-11:30         | Femmes Qualif. 10:00-11:30         |                                    | Mixte Qualif. 10:00-11:30          |                                    |                                    |                                    |                                    |                                    |
| Snowboard Cross | Snowboard Cross | Finale 13:45-15:25                 | Finale 13:30-15:10                 | Finale 113:45-15:05                |                                    |                                    |                                    |                                    |                                    |                                    |                                    |                                    |                                    |                                    |                                    |                                    |                                    |

## Résultats

### Hommes
| Épreuve                                    | Or     | Or     | Argent | Argent | Bronze | Bronze |
| Slalom                                     | Slalom | Slalom | Slalom | Slalom | Slalom | Slalom |
| ------------------------------------------ | ------ | ------ | ------ | ------ | ------ | ------ |
| Slalom géant parallèle résultats détaillés |        |        |        |        |        |        |
| Park & pipe                                |        |        |        |        |        |        |
| Big Air Résultats détaillés                |        | pts    |        | pts    |        | pts    |
| Slopestyle Résultats détaillés             |        | pts    |        | pts    |        | pts    |
| Half-pipe Résultats détaillés              |        | pts    |        | pts    |        | pts    |
| Cross                                      |        |        |        |        |        |        |
| Cross Résultats détaillés                  |        |        |        |        |        |        |

### Femmes
| Épreuve                                    | Or     | Or     | Argent | Argent | Bronze | Bronze |
| Slalom                                     | Slalom | Slalom | Slalom | Slalom | Slalom | Slalom |
| ------------------------------------------ | ------ | ------ | ------ | ------ | ------ | ------ |
| Slalom géant parallèle résultats détaillés |        |        |        |        |        |        |
| Park & pipe                                |        |        |        |        |        |        |
| Big Air Résultats détaillés                |        | pts    |        | pts    |        | pts    |
| Slopestyle Résultats détaillés             |        | pts    |        | pts    |        | pts    |
| Half-pipe Résultats détaillés              |        | pts    |        | pts    |        | pts    |
| Cross                                      |        |        |        |        |        |        |
| Cross Résultats détaillés                  |        |        |        |        |        |        |

### Mixte
| Épreuve                                   | Or    | Or    | Argent | Argent | Bronze | Bronze |
| Cross                                     | Cross | Cross | Cross  | Cross  | Cross  | Cross  |
| ----------------------------------------- | ----- | ----- | ------ | ------ | ------ | ------ |
| Cross en équipe mixte Résultats détaillés |       |       |        |        |        |        |

## Tableau des médailles
- Pays organisateur (Italie)

| Rang  | Nation | Or | Argent | Bronze | Total |
| ----- | ------ | -- | ------ | ------ | ----- |
| Total | Total  | -  | -      | -      | -     |